# Chen Kaige
Chen Kaige (陈凯歌; 陳凱歌; Chén Kǎigē wade-giles:Ch'en K'ai-ko), född den 12 augusti 1952 i Peking, är en kinesisk regissör. Chen Kaige innehar grönt kort i USA, men hans filmer spelas huvudsakligen in i Kina och på kinesiska.

## Bakgrund
Chen härstammar från Changle nära Fuzhou, men han föddes i Peking och växte upp tillsammans med Tian Zhuangzhuang, som även han räknas till den femte generationen inom kinesisk film. Under kulturrevolutionen anslöt sig Chen till rödgardisterna under förhållanden som i mångt påminner om de som beskrivs i Farväl, min konkubin. 1978 började Chen på Pekings filmakademi där han utexaminerades 1982.

## Karriär
Chen Kaiges filmer är kända för visuell drivenhet och episkt historieberättande. Hans första film, Den gula jorden (1984), är ett av hans mest kända och viktiga verk. Tillsammans med Zhang Yimou (som filmfotograf) gjorde Chen en film som kommit att bli en av den femte generationens mest inflytelserika verk; med ett enkelt men kraftfullt bildspråk och ett elliptiskt historieberättande angav den tonen för mycket av nutida kinesisk filmproduktion. Den stora paraden (1986) och Barnens kung (1987) utökade hans filmiska vokabulär och betraktas ofta tillsammans med Den gula jorden som en tidig, informell trilogi. 1989 gjorde Chen Hoppets strängar, en mycket esoterisk film som använder sig av mytisk allegori och överdådiga scenerier för att berätta historien om en blind erhumusiker och hans student.
Den film Chen är mest känd för i väst, Farväl, min konkubin (1993) blev nominerad för två Oscar och vann Guldpalmen vid Cannes filmfestival. I filmen får man följa två stjärnor från pekingoperans värld genom decennier av abrupta förändringar under 1900-talet. Chen följde upp succén med Nattens fresterska (1996), ytterligare ett drama med Gong Li. Den fick huvudsakligen god kritik, men blev inte lika hyllad som Farväl, min konkubin. Nästan lika känd är Chens Kejsaren och mördaren (1999), en episk berättelse om kejsaren av Qin och den motvillige lönnmördare som har för avsikt att döda honom. Men Chen regisserar inte bara episka historier. 2002 spelade Chen in sin första och hittills enda engelskspråkiga film Killing Me Softly, en thriller med Heather Graham och Joseph Fiennes, vilken dock blev en besvikelse för både kritiker och biobesökare. Filmen Tillsammans med dig (2002) är en intim film om en ung violinist och hans far. 2005 regisserade Chen Wu ji, och återvände därmed till de episka berättelserna.
Chen har också medverkat i flera filmer, däribland Bertoluccis Den siste kejsaren (1987) och sin egen Kejsaren och mördaren.
Tillsammans med Zhang Yimou och Tian Zhuangzhuang tillhör Chen de mest välkända av den klass som utexaminerades från Pekings filmakademi 1982; den så kallade femte generationen.
I mars 2013 tjänstgjorde Chen Kaige som ledamot i Kinesiska folkets politiskt rådgivande konferens.

## Filmografi (urval)

### Regissör
- Den gula jorden (黃土地, 1984)
- Den stora paraden (大阅兵, 1986)
- Barnens kung (孩子王, 1987)
- Hoppets strängar (邊走邊唱, 1991)
- Farväl, min konkubin (霸王别姬, 1992)
- Nattens fresterska (風月, 1996)
- Kejsaren och mördaren (荊柯刺秦王, 1999)
- Killing Me Softly (2002)
- Ten Minutes Older: The Trumpet (2002) (kortfilm)
- Tillsammans med dig (和你在一起, 2003)
- Wu ji (无极, 2005)

### Skådespelare
- Den siste kejsaren (1987) (chef för den kejserliga vakten)
- Kejsaren och mördaren (荊柯刺秦王, 1999)